# Panorama (émission de télévision)
Pour les articles homonymes, voir Panorama (homonymie).
Panorama était une émission télévisée d'enquête et de reportages diffusée tous les vendredis soir par l'ORTF à 20 heures 30 après le journal de 20 heures.

## Histoire
Panorama s'est inspirée dès ses débuts de l'émission britannique du même nom, axée sur l'actualité et l'investigation journalistique, lancée le 11 novembre 1953 par la BBC et présentée par Richard Dimbleby. Elle inspire à son tour Panorama, diffusée de manière quotidienne sur France Culture et créée en 1968 par Jacques Duchateau, dans un premier temps appelée Panorama culturel de la France.
Démarrée le 16 avril 1965, Panorama fait partie de trois émissions d'actualités lancées au même moment, avec un réel succès, parmi lesquelles aussi Dim Dam Dom, présentée par Daisy de Galard, et Zoom, magazine d'actualités d'André Harris et Alain de Sédouy débuté le 23 décembre 1965.
Panorama est hebdomadaire, avec quatre reportages chacun de un quart d'heure, et dès sa création directement rattaché aux actualités alors que Cinq colonnes à la une, fondé six ans plus tôt, en 1959, dépend d'une autre entité, "Actualités et Programmes". Entre 1965 et 1969, le directeur de la Télévision à l'ORTF, Claude Contamine a privilégié un développement de programmes conciliant une attractivité « populaire» et des objectifs culturels tandis que le directeur de l’Actualité télévisée, Edouard Sablier, fondateur de Panorama, a de son côté mené une profonde réforme pour obtenir une professionnalisation « comparable à celle de la presse écrite » et remplacé dans cet objectif l'émission 7 jours du monde par Panorama, dont les reporters « reviennent sur l'actualité », sans négliger l'actualité culturelle avec par exemple le 16 décembre 1966 le reportage réalisé par Gilbert Larriaga sur la chanteuse Barbara.